# 長池村
長池村（ながいけむら）は、かつて岐阜県羽島郡にあった村である。
現在の羽島郡笠松町長池に該当する。
田代村発足時は羽栗郡であったが、郡の合併で羽島郡の村となっている。

## 歴史
- 江戸時代末期、この地域は幕領であった。
- 1875年（明治8年）1月 - 旧来の長池村と三ツ屋村の一部[2]が合併し発足。
- 1897年（明治30年）4月1日[3] - 羽栗郡と中島郡が合併して羽島郡となる。当村は羽島郡の所属となる。
- 1887年（明治30年）4月1日 - 田代村、北及村、門間村と合併し松枝村が発足。同日長池村廃止。